# Liste der Biografien/Kik
Liste der Biografien |
Portal Biografien |
Personensuche
# |
A |
B |
C |
D |
E |
F |
G |
H |
I |
J |
K |
L |
M |
N |
O |
P |
Q |
R |
S |
T |
U |
V |
W |
X |
Y |
Z |
?
 
Ka |
Kb |
Kc |
Kd |
Ke |
Kf |
Kg |
Kh |
Ki |
Kj |
Kl |
Km |
Kn |
Ko |
Kp |
Kr |
Ks |
Kt |
Ku |
Kv |
Kw |
Ky |
Kx |
Kz
 
Kia |
Kib |
Kic |
Kid |
Kie |
Kif |
Kig |
Kih |
Kii |
Kij |
Kik |
Kil |
Kim |
Kin |
Kio |
Kip |
Kir |
Kis |
Kit |
Kiu |
Kiv |
Kiw |
Kix |
Kiy |
Kiz
Die Liste der Biografien führt alle Personen auf, die in der deutschsprachigen Wikipedia einen Artikel haben. Dieses ist eine Teilliste mit 87 Einträgen von Personen, deren Namen mit den Buchstaben „Kik“ beginnt.

## Kik
- Kik, Werner (1939–2021), deutscher Fußballspieler

### Kika
- Kikabidse, Wachtang (1938–2023), sowjetischer bzw. georgischer Filmschauspieler, Sänger und Regisseur
- Kikaha, Hauʻoli (* 1992), US-amerikanischer American-Football-Spieler
- Kikanović, Elmedin (* 1988), bosnischer Basketballspieler
- Kikanović, Luka (* 1996), slowenischer Handballspieler
- Kikas, Jaan (1892–1944), estnischer Gewichtheber
- Kikatscheischwili, Goga (* 1991), georgischer Fußballschiedsrichter
- Kikawada, Kazutaka (1899–1977), japanischer Unternehmer und Wirtschaftsführer
- Kikawada, Kenji (* 1974), japanischer Fußballspieler
- Kikaya, Gary (* 1980), kongolesischer Sprinter (Demokratischen Republik Kongo)

### Kiki
- Kiki Dee (* 1947), englische Sängerin und SongschreiberinKiki Dee (* 1947)

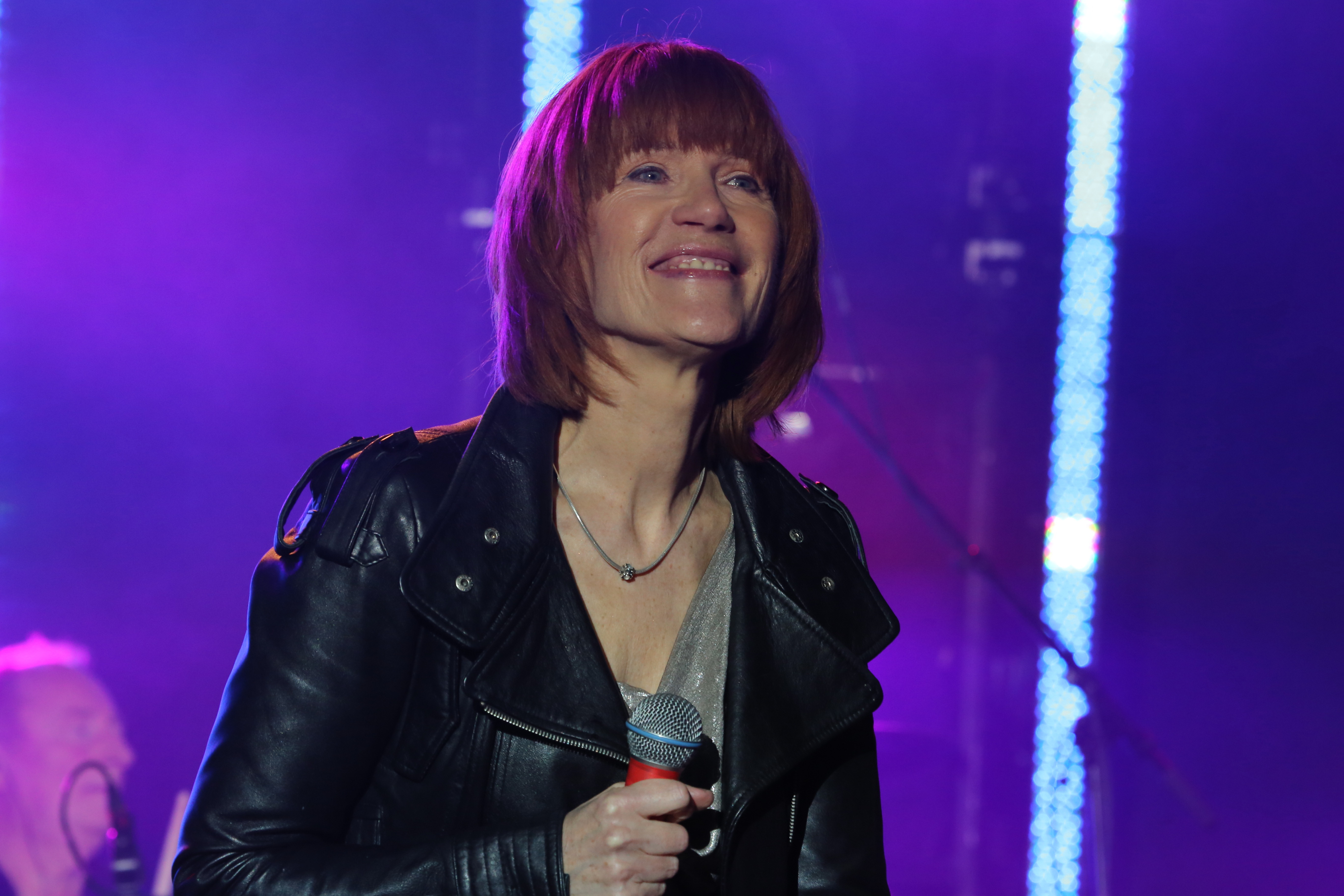
Kiki Dee (* 1947)

- Kiki, Albert Maori (1931–1993), papua-neuguineischer Pathologe und Politiker
- Kiki, David (* 1993), beninischer Fußballspieler
- Kiki, Didier (* 1995), beninischer Sprinter
- Kiki, Kirin (1943–2018), japanische Film- und Fernsehschauspielerin
- Kikić, Hasan (1905–1942), bosnischer Schriftsteller
- Kikin, Alexander Wassiljewitsch (1670–1718), russischer Leibgardist und Schiffbauer
- Kikina, Anna Jurjewna (* 1984), russische Kosmonautin
- Kikisoblu († 1896), älteste Tochter des Häuptlings der Suquamish auf Bainbridge Island

### Kikk
- Kikkawa, Keiji (1935–2013), japanischer theoretischer Physiker
- Kikkawa, Yū (* 1992), japanische Pop-Musikerin
- Kikkia, 28. assyrischer König
- Kikkuli, mitannischer Hippologe

### Kikl
- Kiklhorn, Zdenek (* 1956), tschechischer Eishockeyspieler

### Kikn
- Kiknadse, Ansor (1934–1977), sowjetischer Judoka
- Kiknadse, Giorgi (* 1976), georgischer Fußballspieler und -trainer
- Kiknadze, Giorgi (* 1982), deutscher Jazzmusiker (Kontrabass)
- Kiknadze, Reso (* 1960), georgischer Musiker und Komponist

### Kiko
- Kiko (* 1972), spanischer Fußballspieler
- Kikoin, Isaak Konstantinowitsch (1908–1984), sowjetischer Physiker
- Kikoïne, Elsa (* 1977), französische Schauspielerin
- Kikoïne, Gérard (* 1946), französischer Filmregisseur und Filmeditor
- Kikoïne, Michel (1892–1968), belarussisch-russisch-französischer Maler
- Kikol, Larissa (* 1986), deutsche Kunstwissenschaftlerin, Kunstkritikerin und Autorin
- Kikoski, David (* 1961), US-amerikanischer Jazzpianist
- Kikoti, William Pascal (1957–2012), tansanischer Geistlicher und römisch-katholischer Bischof von Mpanda
- Kikow, Peter (* 1944), deutscher Politiker (SPD, Freie Wähler), MdL

### Kiks
- Ķiksis, Ainārs (* 1972), lettischer Bahnradsportler

### Kiku
- Kikuchi, Ayaka (* 1987), japanische Eisschnellläuferin
- Kikuchi, Dairoku (1855–1917), japanischer Mathematiker und Wissenschaftsorganisator
- Kikuchi, Daisuke (* 1991), japanischer Fußballspieler
- Kikuchi, Hideyuki (* 1949), japanischer Autor
- Kikuchi, Kan (1888–1948), japanischer Schriftsteller
- Kikuchi, Kan (* 1977), japanischer Fußballspieler
- Kikuchi, Kazuo (1908–1985), japanischer Bildhauer
- Kikuchi, Keigetsu (1879–1955), japanischer Maler
- Kikuchi, Kenta (* 2000), japanischer Fußballspieler
- Kikuchi, Kōsuke (* 1985), japanischer Fußballspieler
- Kikuchi, Makoto (1925–2012), japanischer Physiker
- Kikuchi, Masabumi (1939–2015), japanischer Jazz-Pianist und Keyboarder
- Kikuchi, Moa (* 1999), japanische SängerinMoa Kikuchi (* 1999)

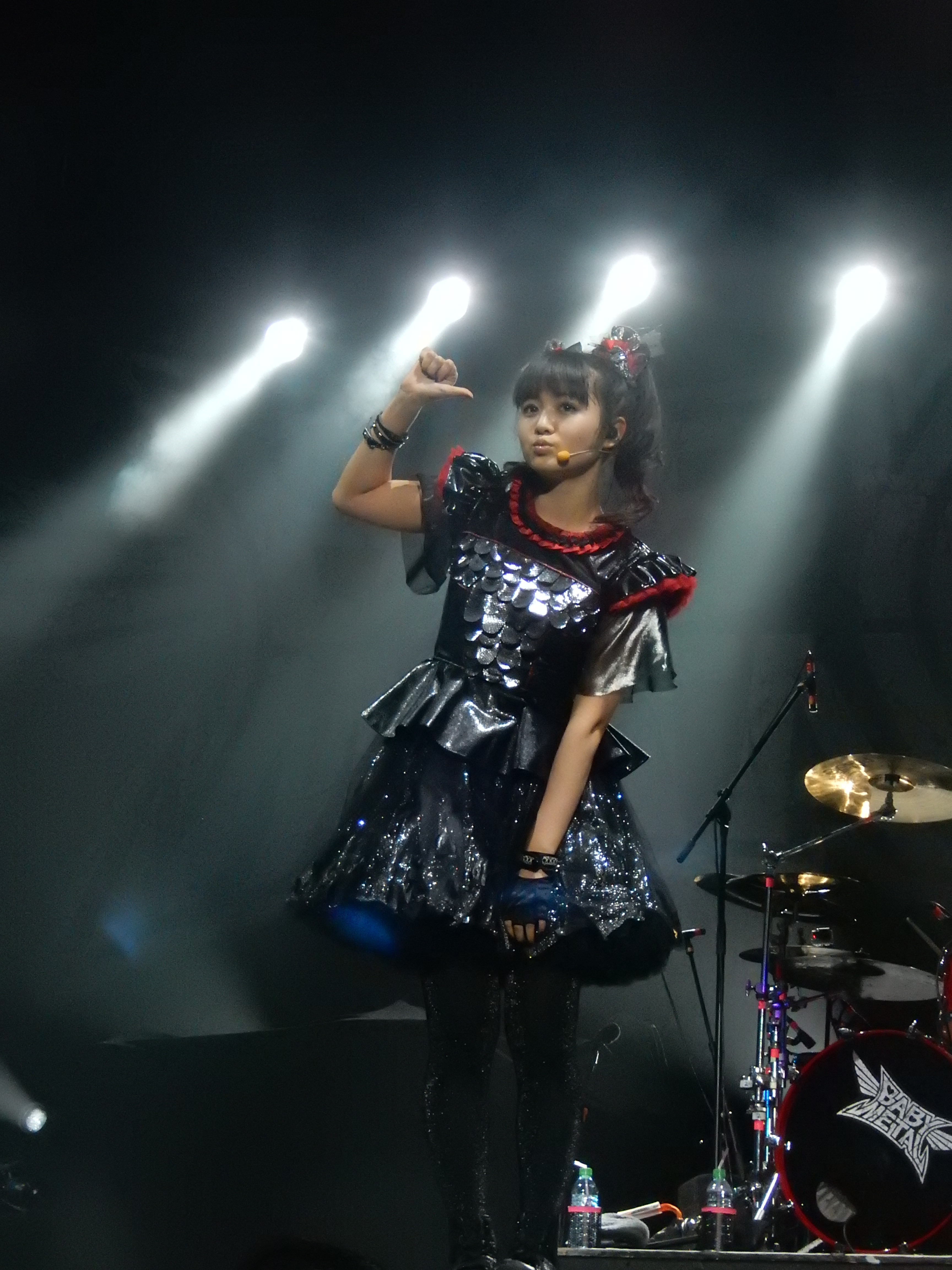
Moa Kikuchi (* 1999)

- Kikuchi, Moemi (* 1992), japanische Shorttrackerin
- Kikuchi, Naoya (* 1984), japanischer Fußballspieler
- Kikuchi, Naruyoshi (* 1963), japanischer Jazzmusiker
- Kikuchi, Rinko (* 1981), japanische Schauspielerin und FotomodellRinko Kikuchi (* 1981)

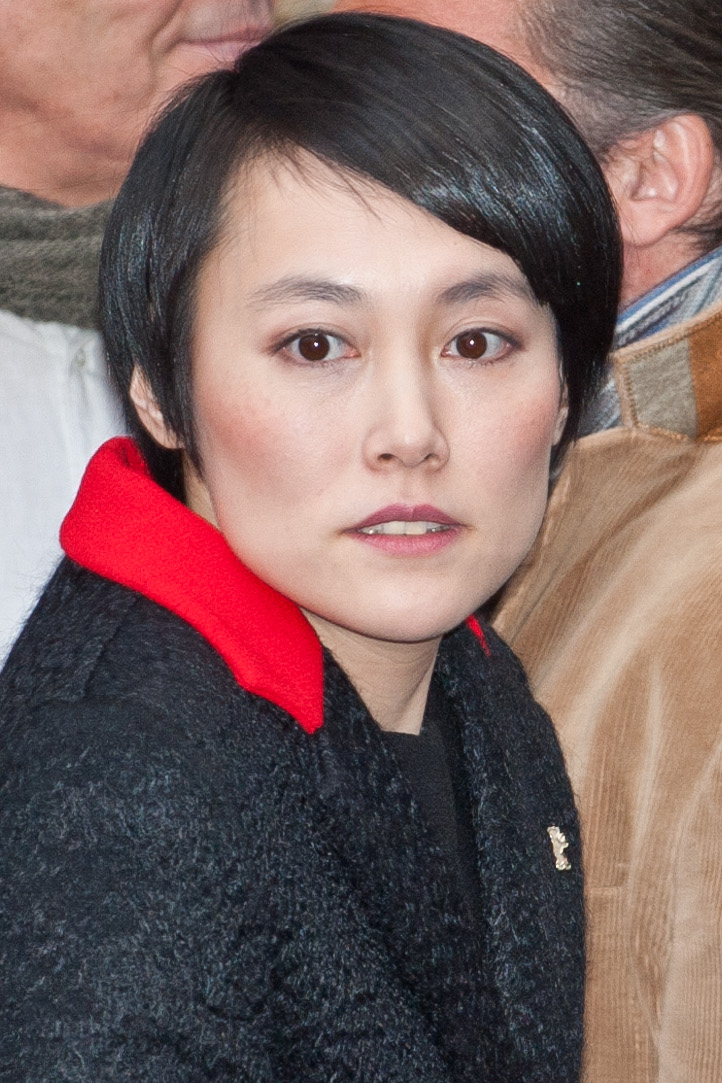
Rinko Kikuchi (* 1981)

- Kikuchi, Ryūho (* 1996), japanischer Fußballspieler
- Kikuchi, Sadao (1933–2001), japanischer Skispringer
- Kikuchi, Seishi (1902–1974), japanischer Physiker
- Kikuchi, Shinkichi (* 1967), japanischer Fußballtorhüter
- Kikuchi, Shōta (* 1993), japanischer Fußballspieler
- Kikuchi, Shūji (* 1986), japanischer Eishockeyspieler
- Kikuchi, Shunsuke (1931–2021), japanischer Komponist
- Kikuchi, Shunsuke (* 1991), japanischer Fußballspieler
- Kikuchi, Shuta (* 2003), japanischer Fußballspieler
- Kikuchi, Sumire (* 1996), japanische Shorttrackerin
- Kikuchi, Taichi (* 1999), japanischer Fußballspieler
- Kikuchi, Tarcisio Isao (* 1958), japanischer Geistlicher, römisch-katholischer Erzbischof von Tokio
- Kikuchi, Toshimi (* 1973), japanischer Fußballspieler
- Kikuchi, Yōsai (1781–1878), japanischer Maler
- Kikuchi, Yuki (* 1990), japanische Shorttrackerin
- Kikugawa, Yoshio (1944–2022), japanischer Fußballspieler
- Kikuhara, Shirō (* 1969), japanischer Fußballspieler
- Kikui, Yūsuke (* 1999), japanischer Fußballspieler
- Kikumoto, Tadao, japanischer Instrumentenbauer
- Kikumoto, Yūki (* 1993), japanischer Fußballspieler
- Kikumura, Itaru (1925–1999), japanischer Schriftsteller
- Kikunami, Jōji (1923–2008), japanischer Künstler
- Kikuoka, Takurō (* 1985), japanischer Fußballspieler
- Kikut, Marcin (* 1983), polnischer Fußballspieler
- Kikuta, Kazuo (1908–1973), japanischer Dramatiker und Schauspieler
- Kikuta, Mariko (* 1970), japanische Bilderbuch-Autorin und Bilderbuch-Illustratorin
- Kikutake, Kiyonori (1928–2011), japanischer Architekt
- Kikutake, Sunao (1880–1937), japanischer Journalist
- Kikutani, Atsushi (* 1997), japanischer Fußballspieler
- Kikuth, Walter (1896–1968), deutsch-baltischer Tropenmediziner

### Kikw
- Kikwete, Jakaya (* 1950), tansanischer StaatspräsidentJakaya Kikwete (* 1950)

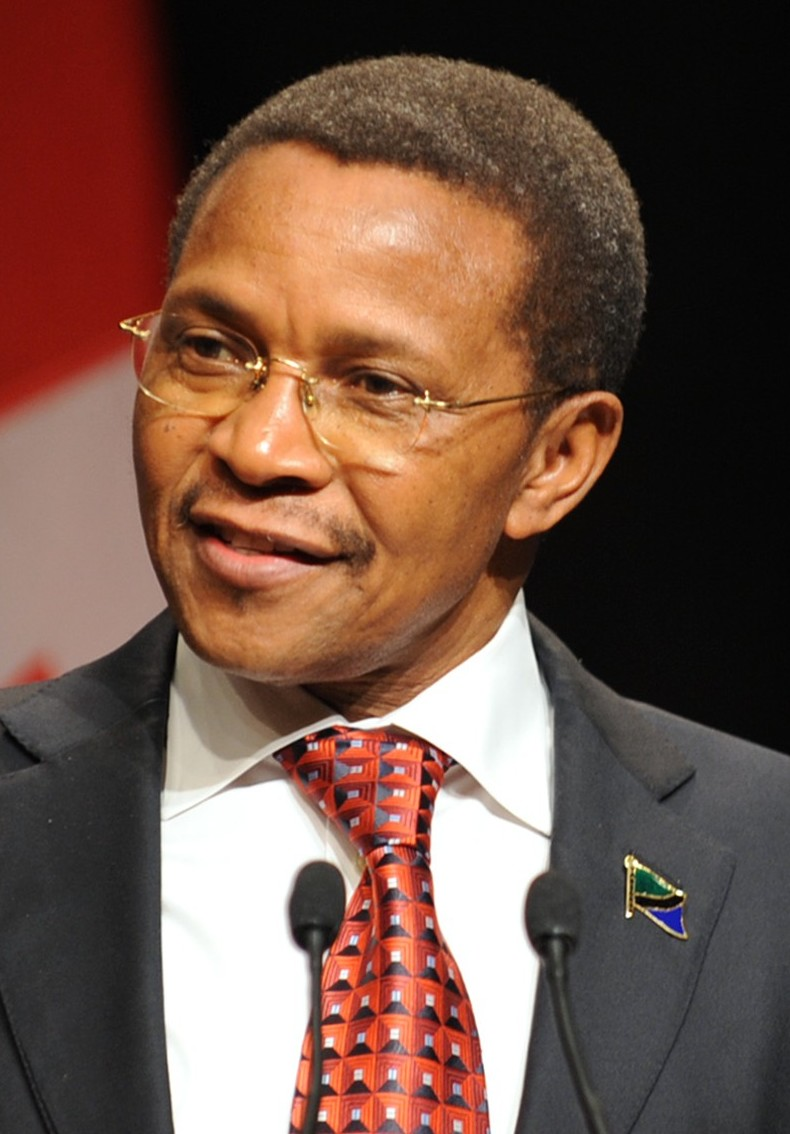
Jakaya Kikwete (* 1950)

- Kikwidse, Wassili Issidorowitsch (1895–1919), russisch-georgischer Revolutionär und Militär